# جمون (لحم)
الجَمُّون في الإنجليزية البريطانية هي الساق الخلفية من لحم الخنزير بعد أن يُجفف بالتمليح الجاف أو المحلول الملحي، وقد يُدخن.